# Матч СССР — США по боксу 1974
Матч СССР — США по боксу 1974 года проходил 14 мая в Москве во дворце спорта «Лужники».

## Официальный матч
В состав американской команды в основном входили боксёры в возрасте 17-20 лет, представляющие южные штаты. Почти во всех боях американцы продемонстрировали выносливость и скорость. Так, Альберт Сандовал, пропустивший десяток мощных ударов в первом раунде и вчистую проигравший второй, в третьем раунде выглядел активнее Евгения Юдина. Джон Миллз в середине первой минуты боя побывал в нокдауне и весь первый раунд явно проигрывал Леониду Шапошникову, тем не менее, с каждым пропущенным ударом активизировался всё больше. Если советские боксёры, принимая вызов американцев, шли на размен ударами, то тут же начинали уступать соперникам. По этой причине Николай Анфимов проиграл Расселу Фиклингу. Советская сборная одержала победу в матче со счётом 7:4.
| Весовая категория | Победитель        | Соперник          | Результат                    |
| ----------------- | ----------------- | ----------------- | ---------------------------- |
| до 48 кг          | Евгений Юдин      | Альберт Сандовал  |                              |
| до 51 кг          | Владислав Засыпко | Майк Ояла         |                              |
| до 54 кг          | Давид Торосян     | Дан Хермосилло    | явное преимущество (1 раунд) |
| до 57 кг          | Борис Кузнецов    | Вильям Берри      |                              |
| до 60 кг          | Арроу Прайор      | Валерий Львов     |                              |
| до 63,5 кг        | Анатолий Камнев   | Рэй Леонард       |                              |
| до 67 кг          | Сурен Казарян     | Альфред Флетчер   |                              |
| до 71 кг          | Леонид Шапошников | Джон Миллз        |                              |
| до 75 кг          | Вонзелл Джонсон   | Анатолий Климанов |                              |
| до 81 кг          | Рассел Фиклинг    | Николай Анфимов   |                              |
| свыше 81 кг       | Эмери Чепмен      | Пётр Заев         |                              |

## Первый неофициальный матч
17 мая в Кисловодске прошёл неофициальный матч сборных СССР и США. Матч состоял из шести боёв. Советская команда одержала победу со счётом 4:2.
| Весовая категория | Победитель      | Соперник          | Результат        |
| ----------------- | --------------- | ----------------- | ---------------- |
| до 57 кг          | Ашот Аветисян   | Вильям Берри      |                  |
| до 60 кг          | Арроу Прайор    | Василий Соломин   |                  |
| до 67 кг          | Владимир Юдин   | Альфред Флетчер   |                  |
| до 75 кг          | Вонзелл Джонсон | Геннадий Толмачёв |                  |
| свыше 81 кг       | Игорь Высоцкий  | Клиффорд Стивенс  | нокаут (1 раунд) |
| свыше 81 кг       | Виктор Ульянич  | Эмери Чепмен      |                  |

## Второй неофициальный матч
21 мая в Алма-Ате прошёл матч сборных Казахстана и США. Матч состоял из восьми боёв. Представители Казахстана одержали победу со счётом 5:3.
| Весовая категория | Победитель       | Соперник         | Результат                |
| ----------------- | ---------------- | ---------------- | ------------------------ |
| до 48 кг          | Василий Плакущий | Альберт Сандовал |                          |
| до 51 кг          | Майк Ояла        | Бахтай Сапеев    |                          |
| до 54 кг          | Эдуард Дубовский | Дан Хермосилло   |                          |
| до 60 кг          | Арроу Прайор     | Валерий Рачков   |                          |
| до 71 кг          | Виктор Курышко   | Джон Миллз       |                          |
| до 75 кг          | Вонзелл Джонсон  | Р. Сатаров       |                          |
| до 81 кг          | Валерий Соколов  | Рассел Фиклинг   |                          |
| свыше 81 кг       | Виктор Гребенюк  | Эмери Чепмен     | отказ от продолжения боя |